# Мысовский-Светогорский, Сергей Дмитриевич
Сергей Дмитриевич Мысовский-Светогорский (настоящая фамилия Мысовский; 1812—1863) — русский поэт-самоучка.

## Биография
Из мещан (отец — торговец свечами). Чтобы получить образование мальчиком поступил в услужение к учителю Саратовского уездного училища, под руководством которого овладел основами грамматики, арифметики, истории и географии.
Первые опубликованные произведения: «Элегия Элиза» (1837) и «Поэма „Вселенная“ и „Послание о уме человеческом“» (1837). Выпустил стихотворное сочинение «Мысль о бессмертии» (1839). Последним опубликованным сочинением было «Послание о созвездиях неба» (1846). 
Переехав (в конце 1837 — начале 1838) в Петербург, Мысовский-Светогорский пользовался покровительством сенатора И. С. Горголи, графа Н. С. Мордвинова и князя М. А. Дондукова-Корсакова.
Мысовский-Светогорский самостоятельно изучив немецкий, английский и латинский языки, усовершенствовавшись в знании русского языка и математики, выдержал при Петербургском университете экзамен на право преподавания и получил место учителя русской грамматики. Исключён из податного сословия (1839). Преподавал в различных уездных училищах: Опочецком (май 1839), Псковском (июнь 1839), Ростовском (с 1841) и Ярославском (с 1850), где ему покровительствовал М. В. Ляпунов.
В конце 1856 года по болезни (Мысовский-Светогорский с трудом мог передвигаться и читать — вследствие «паралитического состояния нижних конечностей и … в высочайшей степени близорукости») оставлен с пенсией (в чине титулярного советника). Последующие годы жил в Курске.